# Santa Maria do Suaçuí
Santa Maria do Suaçuí é um município brasileiro do estado de Minas Gerais. Sua população recenseada em 2022 era de 12 788 habitantes. Situada no Vale do Rio Doce, região leste de Minas Gerais, a 357 km da capital Belo Horizonte e a 934 km de Brasília, Santa Maria tem sua economia movimentada principalmente pelo comércio, além da agricultura, pecuária e produção de laticínios.

## Divisão territorial
O município é constituído por quatro distritos: Santa Maria do Suaçuí (sede), Brejo de Minas, Glucínio e Poaia.

## Clima
A temperatura média anual na região é de 22°C. O mês mais quente é outubro, com temperatura média de 25°C, e o mês mais frio, junho, com 18°C. A precipitação média anual é de 1.274 milímetros. O mês mais chuvoso é dezembro, com uma média de 330 mm de precipitação, e o mais seco é setembro, com 20 mm de precipitação. 

## Filhos notórios
- Suaçuienses biografados na Wikipédia